# Günter Hase
Günter Hase (* 30. April 1930) ist ein ehemaliger deutscher Boxer.

## Leben
Hase war von Oktober 1953 bis Mitte September 1961 Berufsboxer. Im Januar 1956 wurde er in der Hamburger Ernst-Merck-Halle durch einen knappen Punktsieg über den ebenfalls aus Berlin stammenden Werner Handke deutscher Meister im Weltergewicht. Hase hatte gegenüber seinem Widersacher insbesondere Vorteile in der Anfangsphase sowie in der neunten und zehnten Runde besessen.
Bei seiner ersten Titelverteidigung traf Hase im Februar 1956 auf Ernst Zetzmann, der Kampf endete unentschieden, Hase blieb damit deutscher Meister. Im August 1956 kam es zum Rückkampf zwischen Hase und Handke. In der fünften Runde schickte Hase seinen Gegner mit einem Leberhaken zu Boden, der sich dabei eine Rückenverletzung zuzog und nicht weiterkämpfen konnte.
Ende November 1956 kämpfte Hase im Mittelgewicht gegen Peter Müller um den deutschen Meistertitel, verlor den vor 5000 Zuschauern im Berliner Sportpalast ausgetragenen Kampf jedoch deutlich nach Punkten. In der dritten Runde ging Hase zu Boden, erholte sich aber wieder, schaffte jedoch gegen den körperlich stärkeren Müller nicht mehr die Wende. Es war Hases erste Niederlage als Berufsboxer. Im März 1957 stand Hase erstmals bei einer Veranstaltung im Ausland im Ring, in Paris verlor er gegen Seraphin Ferrer (Spanien) durch K. o. in der zwölften Runde.
Im August und September 1957 bestritt der Berliner zwei Kämpfe in der argentinischen Hauptstadt Buenos Aires, verlor jedoch beide. Seinen deutschen Meistertitel im Weltergewicht musste Hase im April 1958 abgegeben: Er ging in München gegen Ernst Zetzmann mehrmals zu Boden, in der elften Runde gab Hases Ecke den Kampf auf. Im Februar 1961 unternahm Hase einen Versuch, wieder deutscher Weltergewichtsmeister zu werden, unterlag in Köln jedoch Helmut Mistol nach Punkten.